# هيتمان: كودنايم 47
هيتمان: كودنايم 47 (بالإنجليزية: Hitman: Codename 47)‏ هي لعبة من نوع تسلل ، تصويب منظور الشخص الثالث . صدرت في عام 2000 و هي متوفرة لـ ويندوز ، و هي من تطوير آي أو إنتراكتيف و نشر شركة إيدوس إنترأكتيف.
يعتبر هذا الإصدار هو الأول للعبة على مستوى سلسلة هيتمان .

## وصلة خارجية
- هيتمان: كودنايم 47 على موقع IMDb (الإنجليزية)

- هيتمان: كودنايم 47 على موبي غيمز